# Königs-Ulanen-Regiment (1. Hannoversches) Nr. 13

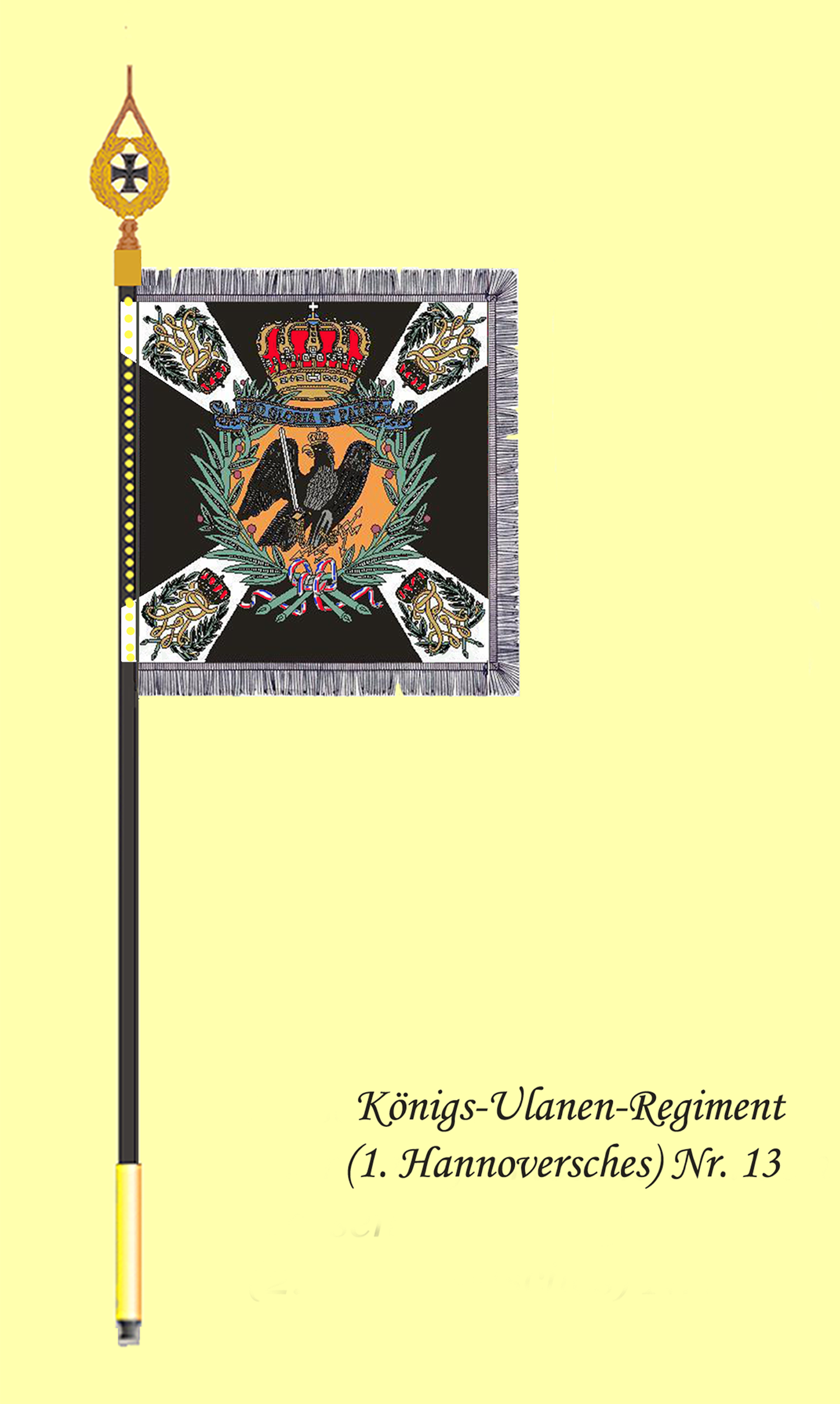
Standarte des Regiments ohne das blau-weiße Fahnenband des Regimentsinhabers

Das Königs-Ulanen-Regiment (1. Hannoversches) Nr. 13 war ein Kavallerieverband der Preußischen Armee, der von 1866 bis 1919 bestand.

## Geschichte
Nach dem verlorenen Deutschen Krieg von 1866 wurde das Königreich Hannover von Preußen annektiert. Mit der Gebietsvergrößerung war nach dem damaligen Verständnis auch eine Heeresvermehrung notwendig geworden. Man stellte daher in den annektierten Gebieten neue Truppen auf.
Mit A.K.O. vom 27. September 1866 wurde zum 30. Oktober 1866 die Bildung des Ulanen-Regiments Nr. 13 mit Garnison in Hannover befohlen. Dazu mussten das Regiment der Gardes du Corps sowie das 1., 2. und 3. Garde-Ulanen-Regiment jeweils eine Eskadron abgeben. Am 7. November 1867 erhielt es die Bezeichnung 1. Hannoversches Ulanen-Regiment Nr. 13 und im gleichen Jahr wurde eine 5. Eskadron gebildet.
Am 13. September 1889 ernannte sich Kaiser Wilhelm II. als König von Preußen zum Regimentschef und verlieh dem Verband seinen endgültigen Namen Königs-Ulanen-Regiment (1. Hannoversches) Nr. 13.
Um 1890 wurde dem Regiment durch Kaiser Wilhelm II. das exklusive Recht verliehen, „die alten Präsentier- und Parademärsche der ehemaligen hannoverschen Garde du Corps bei besonderen Anlässen auszuführen.“ Wilhelm, der vor Offizieren „im monarchischem Staatswesen“ die Tradition als „des Staats größte Stütze“ gepriesen hatte, wollte durch solche vermeintliche Kontinuität den ehemals alleinig möglichen „Adel [... durch] Geburt“ durch den „Adel der Gesinnung“ ersetzen, „der das Offizierskorps zu allen Zeiten beseelt“ habe.
Mit A.K.O. vom 24. Januar 1899 bestimmte Wilhelm II., dass das Regiment als eins angesehen werden soll mit dem vormaligen Königlich Hannoverschen Regiment der Garde du Corps, das aus dem 1. Schweren Dragoner Regiment der King’s German Legion von britischem König Georg III. und Kurfürst von Hannover hervorgegangen war. Daher wurde der Stiftungstag des Regiments auf den 19. Dezember 1813 gelegt.

### Deutsch-Französischer Krieg
Ab Beginn des Krieges gegen Frankreich war das Regiment an Scharmützeln und Gefechten im Bereich zwischen der französischen Grenze bis westlich von Metz beteiligt. Von Anfang bis Mitte August 1870 folgte der Einsatz in der Schlacht bei Vionville, der Schlacht bei Mars-la-Tour und der Schlacht bei Gravelotte.
- 20. September bis 8. Oktober 1870: Bei der Einschließung von Paris
- Mitte November 1870: Gefechte bei Bû, Berchères und Richebourg
- 20. Dezember 1870: Scharmützel bei Sémur und Lavaré
- 31. Januar 1871: Nach dem Waffenstillstand bei der Besatzungsarmee in der Normandie
- Mitte Juni 1871: Rückmarsch nach Deutschland
- 30. Juni 1871: Ankunft in Hannover

### Erster Weltkrieg
Zu Beginn des Ersten Weltkriegs machte der Verband mobil und verlegte mit dem Oldenburgischen Dragoner-Regiment Nr. 19 im Verbund der 19. Kavallerie-Brigade an die französische Front. Nach dem Vormarsch bis an die Marne kam es im Patrouillendienst und bei Vorhutgefechten zum Einsatz. Nach dem Rückzug von der Marne verlegte es an die Aisne, gab dort die Pferde ab und nahm infanteristisch am Stellungskrieg teil. Anfang November wieder beritten gemacht, wurde das Regiment im Verband der 19. Kavallerie-Brigade an die Ostfront verlegt. Vormarsch in Polen und Teilnahme an der Schlacht um Łódź.
- Im Jahre 1915 zunächst Einsatz im Stellungskrieg als Schützen-Eskadronen. Ab Juni des Jahres wieder aufgesessen folgte der Vormarsch mit der 9. Kavallerie-Division bis zur Weichsel mit der Teilnahme an der Wilna Offensive und der Schlacht bei Wilna.
- Bis Februar 1916 im infanteristischen Stellungskampf und Patrouillendiensten am Naroczsee. Da die Pferde von der Räude befallen waren, gegen die man vor Ort nicht in der Lage war etwas zu unternehmen, musste das Regiment aus der Front herausgezogen und in die Etappe in das Generalgouvernement Warschau zurückverlegt werden. Dort wurde es im Etappendienst eingesetzt.
- Im August 1916 erfolgte die Verlegung nach Pinsk und der Einsatz an der Front am Stochod zur Abwehr der Brussilow-Offensive
- Im November 1916 verlegte das Regiment wieder an die Westfront, wurde aber zunächst wieder aufgefüllt und bis Mitte Februar 1917 ausgebildet
- Von Mai bis Juni war das Regiment an Stellungskämpfe bei Reims beteiligt, denen bis Ende August solche in der Champagne folgten.
- Ab Ende September focht das Regiment in der Abwehrschlacht bei Verdun, die dort bis Anfang Februar 1918 in Stellungskämpfe überging. Nach erneuter Herauslösung aus der Front zu Ausbildungszwecken nahm das Regiment an der Deutsche Frühjahrsoffensive 1918 teil.
- Beim Unternehmen Michael im März 1918 verfolgte das Regiment nach dem Durchbruch zwischen Gouzeaucourt und Vermand und dem erzwungenen Übergang über die Somme Feindkräfte, zog sich dann aber wieder hinter die Somme zurück.
- Es folgten vom 14. bis zum 22. April 1918 Kämpfe an der Ancre, Somme und Avre, 9. bis 13. Juni 1918 Schlacht bei Noyon, 26. Juni bis 29. Juli 1918 Stellungskämpfe in Lothringen
- In der Hunderttageoffensive kämpfte das Regiment vom 9. September bis 9. Oktober 1918 vor der Siegfriedfront, 10. bis 12. Oktober 1918 vor der Hunding- und Brunhildfront und 13. Oktober bis 4. November 1918 in der Hundingstellung um schließlich vom 5. bis 11. November 1918 bei Rückzugsgefechten  vor der Antwerpen-Maas-Stellung

### Verbleib

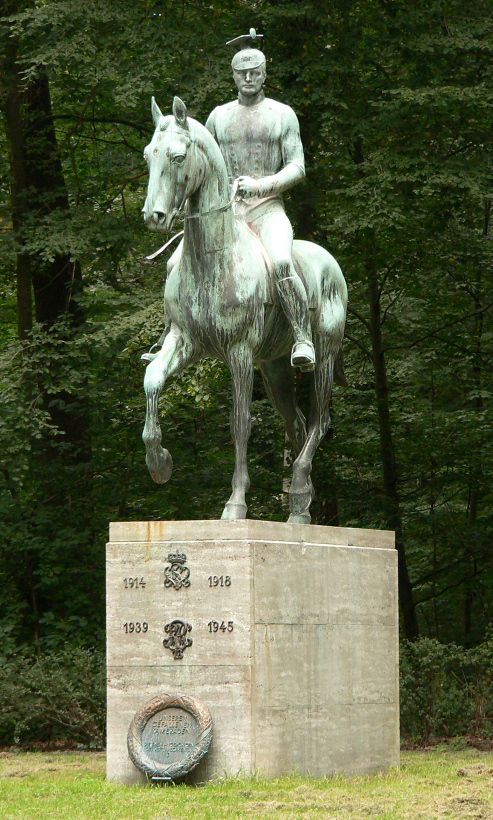
Denkmal des Ulanen-Regiments von Ernst Gorsemann von 1927 in der Eilenriede

Nach dem Waffenstillstand von Compiègne räumte das Regiment ab dem 12. November 1918 die besetzten Gebiete und trat den Rückzug nach Deutschland an. Dort wurde es 1919 demobilisiert und aufgelöst.
Die Tradition übernahm in der Reichswehr durch Erlass des Chefs der Heeresleitung General der Infanterie Hans von Seeckt vom 24. August 1921 die in Insterburg stationierte 3. Eskadron des 1. (Preußisches) Reiter-Regiments.

### Kommandeure
| Dienstgrad                  | Name                                    | Datum                                                             |
| --------------------------- | --------------------------------------- | ----------------------------------------------------------------- |
| Major/Oberstleutnant/Oberst | Friedrich von Schack                    | 30. Oktober 1866 bis 16. August 1870                              |
| Rittmeister/Major           | Heinrich von Rosenberg                  | 17. August 1870 bis 19. September 1871 (Führer)                   |
| Oberstleutnant/Oberst       | Alfred von Waldersee                    | 24. Juni 1871 bis 8. Dezember 1873                                |
| Oberstleutnant              | Elimar von Oldenburg                    | 09. Dezember 1873 bis 21. September 1874                          |
| Major/Oberstleutnant        | Friedrich Franz von Waldersee           | 22. September 1874 bis 14. Juni 1875 (mit der Führung beauftragt) |
| Oberstleutnant/Oberst       | Friedrich Franz von Waldersee           | 15. Juni 1875 bis 14. Mai 1883                                    |
| Major                       | Alexander von Rosenberg                 | 15. Mai 1883 bis 14. Oktober 1885                                 |
| Major/Oberstleutnant/Oberst | Karl von Wurmb                          | 15. Oktober 1885 bis 23. März 1890                                |
| Major                       | Adolf von Bülow                         | 24. März bis 23. Dezember 1890 (mit der Führung beauftragt)       |
| Oberstleutnant/Oberst       | Adolf von Bülow                         | 24. Dezember 1890 bis 17. April 1894                              |
| Major/Oberstleutnant/Oberst | Curt von Pfuel                          | 18. April 1894 bis 13. Dezember 1897                              |
| Oberstleutnant              | Leo von Kramsta                         | 14. Dezember 1897 bis 9. Juni 1899                                |
| Oberstleutnant/Oberst       | Bogislav von Heyden-Linden              | 10. Juni 1899 bis 23. April 1904                                  |
| Oberstleutnant/Oberst       | Ludwig von Lützow genannt von Dorgelo   | 24. April 1904 bis 26. Mai 1910                                   |
| Oberstleutnant              | Wilhelm von Frankenberg und Ludwigsdorf | 27. Mai 1910 bis 30. September 1913                               |
| Oberstleutnant/Oberst       | Ernst von Loessl                        | 01. Oktober 1913 bis 24. Mai 1918                                 |
| Major                       | Cecil von Natzmer                       | 25. Mai 1918 bis 1919                                             |

## Uniformierung

### Friedensuniform
Das Regiment trug die typisch preußische Ulanenuniform, bestehend aus dunkelblauer Ulanka, anthrazitfarbenen Reithosen, Kavalleriestiefeln und der Tschapka.
- Die Tschapka war mit tombakfarbenen Beschlägen ausgestattet. Schuppenketten, dazu ein Gardeadler mit aufgelegtem Gardestern und dem Devisenband mit der Inschrift „PENINSULA - WATERLOO - GARZIA-HERNANDEZ“. Der Tschapkahals war zur Parade mit weißem Tuch bespannt, auch wurde ein weißer Rosshaarbusch aufgesteckt.
- Die Ulanka war aus dunkelblauem Tuch mit Stehkragen, polnischen Ärmelaufschlägen, Paspelierung, Paraderabatten, und Epaulettenfeldern  in der Abzeichenfarbe weiß. Auf den Epaulettenfeldern befand sich der „allerhöchste“ Namenszug WR II. Die Knöpfe waren aus Nickel – also weißmetallen.
- Hosen und Stiefel entsprachen dem Standard für Dragoner und Ulanen.

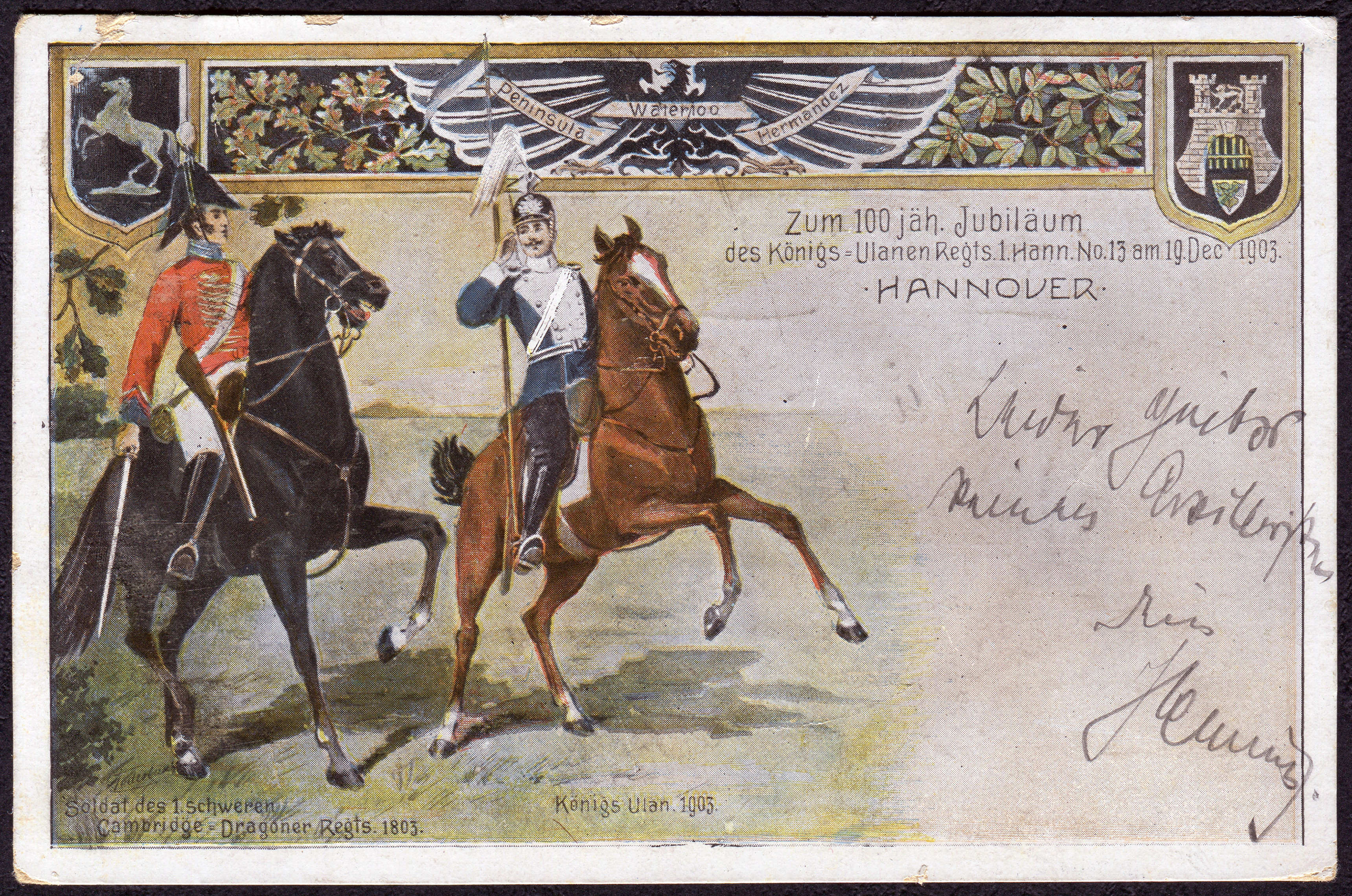
Zum 100-jährigen Jubiläum des Regiments am 19. Dezember 1903;
Ansichtskarte mit Künstlersignatur

### Felduniform M 1910
Mit der Felduniform des Jahres 1910 verschwand nahezu alles farbige Dekor der Uniform. Die Tschapka wurde mit einer schilfgrünen Haube abgedeckt, Ulanka und Reithosen behielten zwar ihren Schnitt, waren jetzt jedoch feldgrau gefertigt und hatten lediglich noch farbliche Paspelierungen an den Rändern der Rabatte, der Ärmel, um den Kragen und um die Schulterklappen (die die Epauletten ersetzt hatten.)

## Standortgeschichte

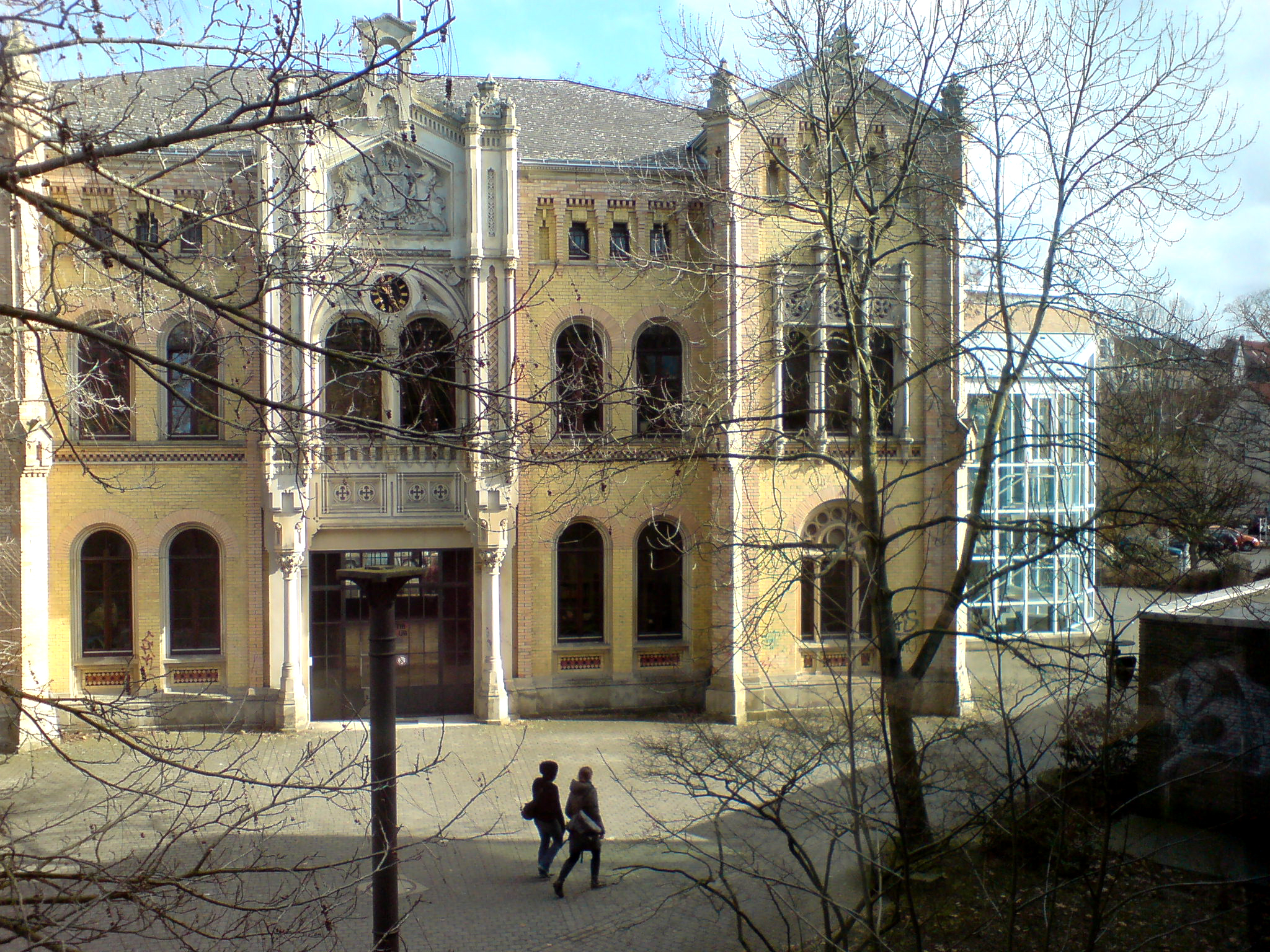
Der Marstall beim Welfenschloss diente von 1866 bis 1912 den Königs-Ulanen

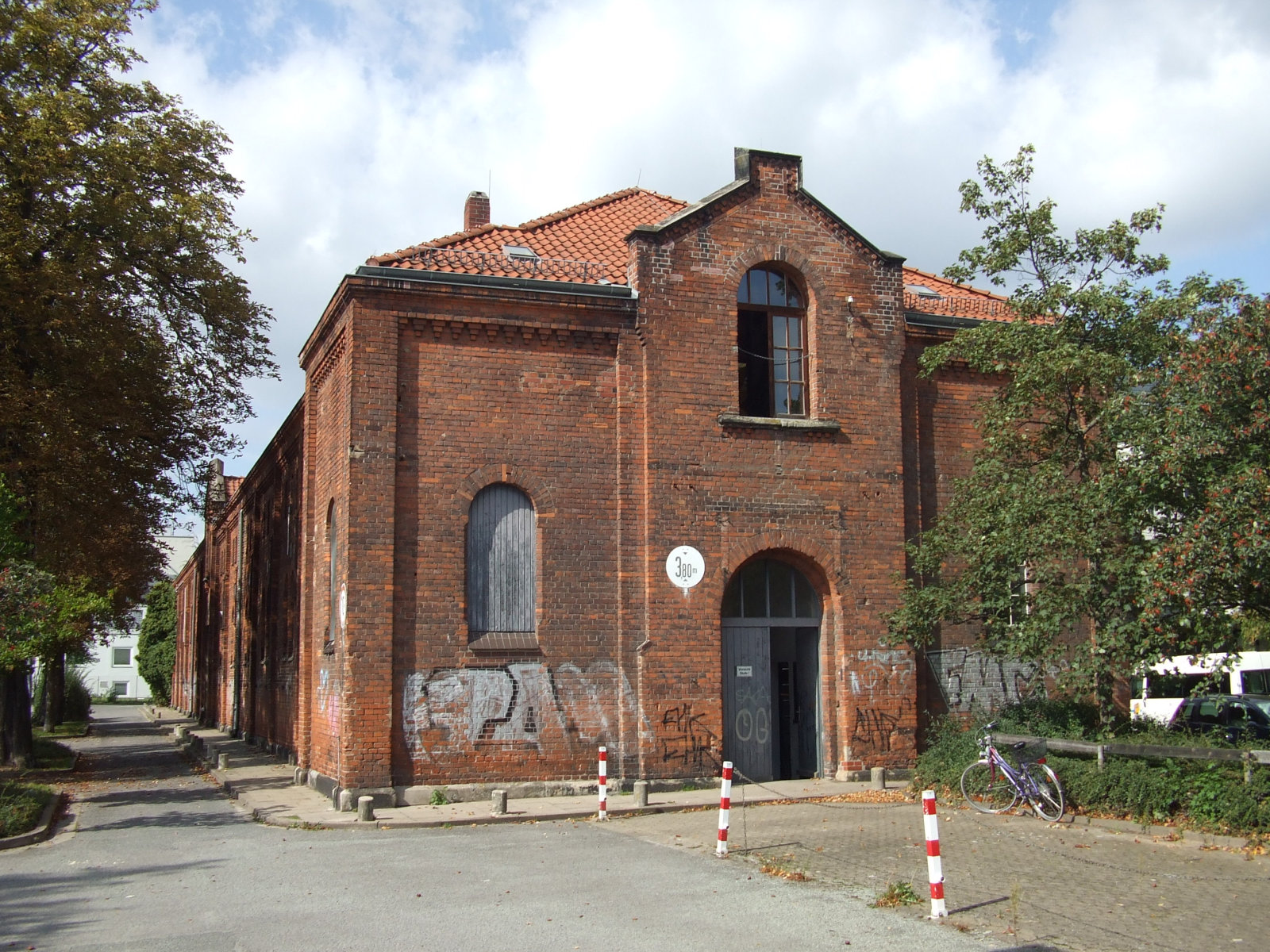
Der denkmalgeschützte ehemalige Pferdestall des Ulanenregiments wird heute von der Gottfried Wilhelm Leibniz Universität Hannover genutzt

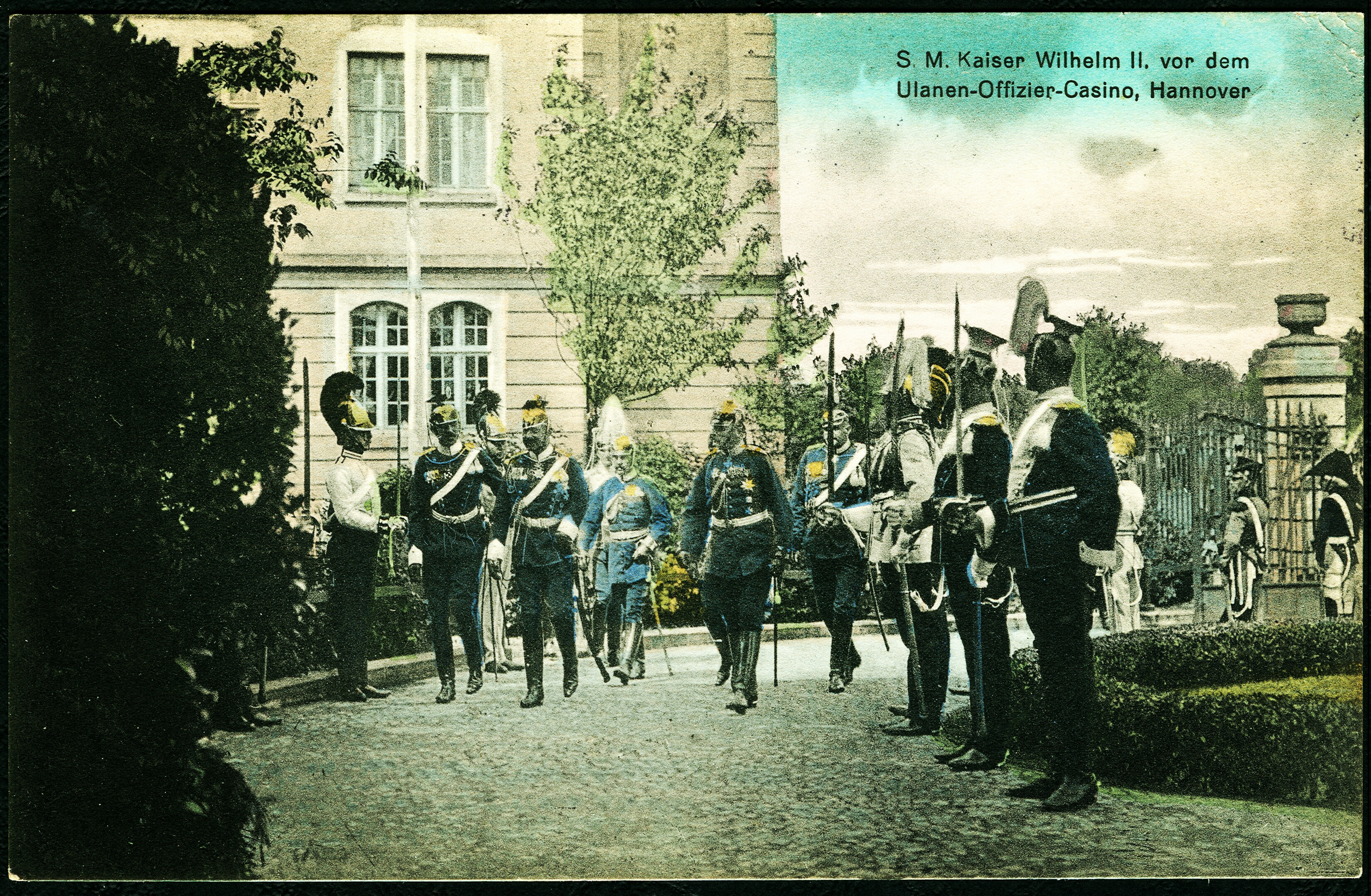
„Seine Majestät Kaiser Wilhelm II. vor dem Ulanen-Offiziers-Casino, Hannover“;
kolorierte Ansichtskarte, sogenannte „Ereigniskarte“ ohne fortlaufende Nummerierung durch die Norddeutsche Papier-Industrie, um 1914

Standort der Kasernen war das Gebiet zwischen der Callinstraße und der ehemaligen Militärstraße (heute: Appelstraße) gegenüber dem Neuen St.-Nikolai-Friedhof im heutigen Stadtteil Nordstadt.
Eine frühe Ulanen-Kaserne wurde bereits im Königreich Hannover in den 1850er Jahren am Königsworther Platz als „Königliche Garde du Corps“ errichtet, jedoch erst in den 1870er Jahren des Deutschen Kaiserreichs zur Ulanen-Kaserne umbenannt. Diese stand an der Stelle rund um das heutige Continental-Hochhaus. Nördlich davon, auf dem Gebiet der heutigen Nordstadt, wurde in einem noch nahezu unbebauten Gartengebiet 1865 eine Straße angelegt, die erst 1868 offiziell als Militärstraße benannt wurde „wegen der Nähe der Ulanenkaserne“. An der Militärstraße lag allerdings auch das „Train-Depot des 10. Train-Batallons, dessen Kaserne am Möhringsberg unmittelbar an der Bahnlinie stand.“
So erwarb das Nikolai-Stift 1863 auf noch unbebautem Garten- und Ackerland eine erste Fläche des heutigen Neuen St.-Nikolai-Friedhofs. Einen anfänglich noch nicht benötigten Teil des Gebietes verpachtete das Stift 1873 an die Garnisonsverwaltung des 1. Hannoverschen Ulanenregiments Nr. 13, die die Fläche als Reitplatz ausbaute. „Wohl durch [die Architekten] Schuster und Habbe“ wurde an der dortigen Militärstraße von 1885 bis 1888 eine seinerzeit dreiflügelige Kasernenanlage errichtet, von der heute der denkmalgeschützte nördliche Flügel, der ehemalige Pferdestall, erhalten ist. Der langgestreckte Backsteinbau unter Walmdach mit sparsamen Ziegeldekor ist „einer der wenigen noch vorhandenen Militärbauten, die den Aufschwung des Militärwesens in Hannover nach der Annektierung durch Preußen bezeugen.“
Schon zuvor nutzten die Königs-Ulanen seit der Annexion des Königreichs Hannover durch Preußen ab 1866 (bis 1912) den Marstall beim Welfenschloss am Welfengarten als Pferdestall.

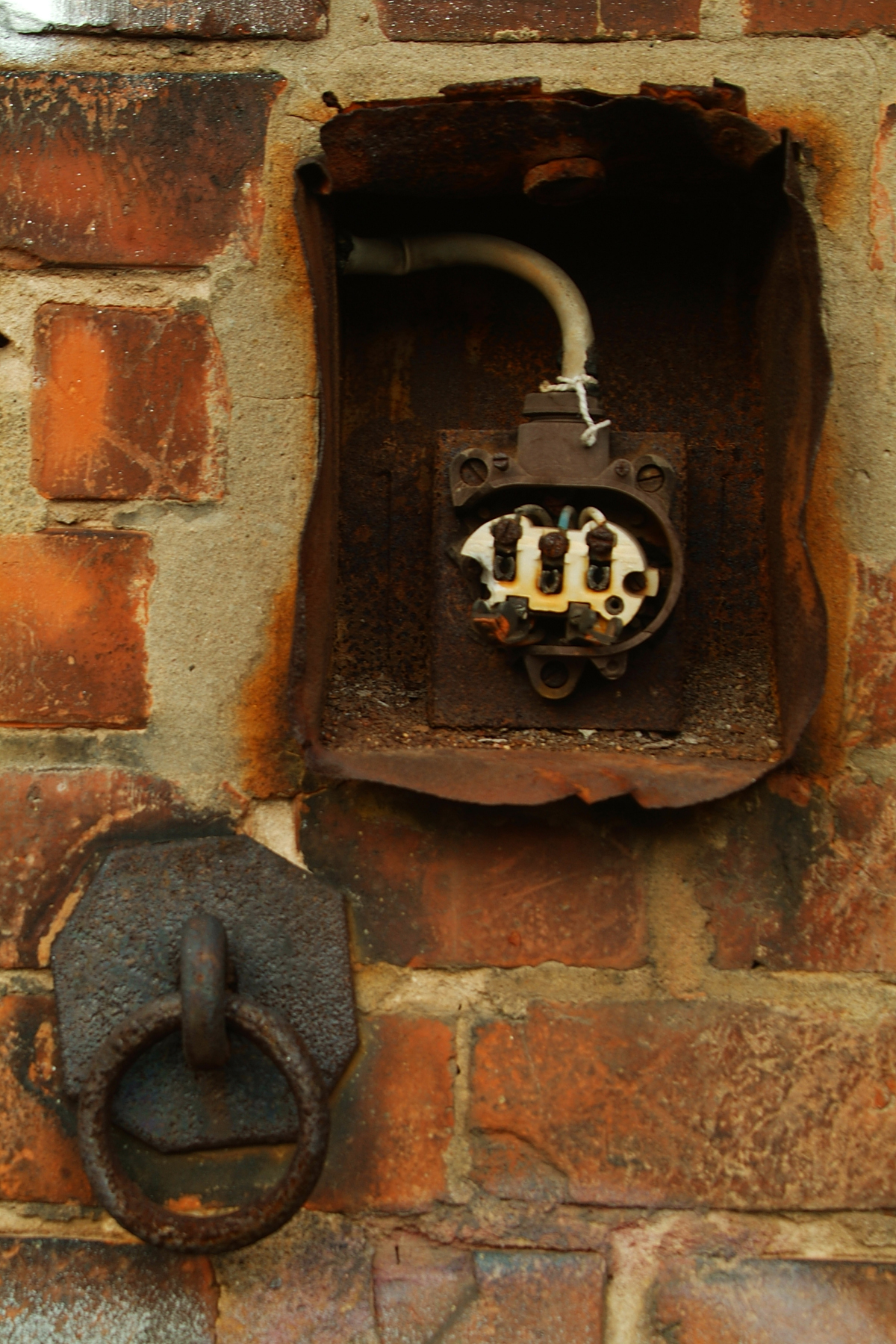
Befestigungsring für Pferdehalfter am Pferdestall des Ulanen-Regiments
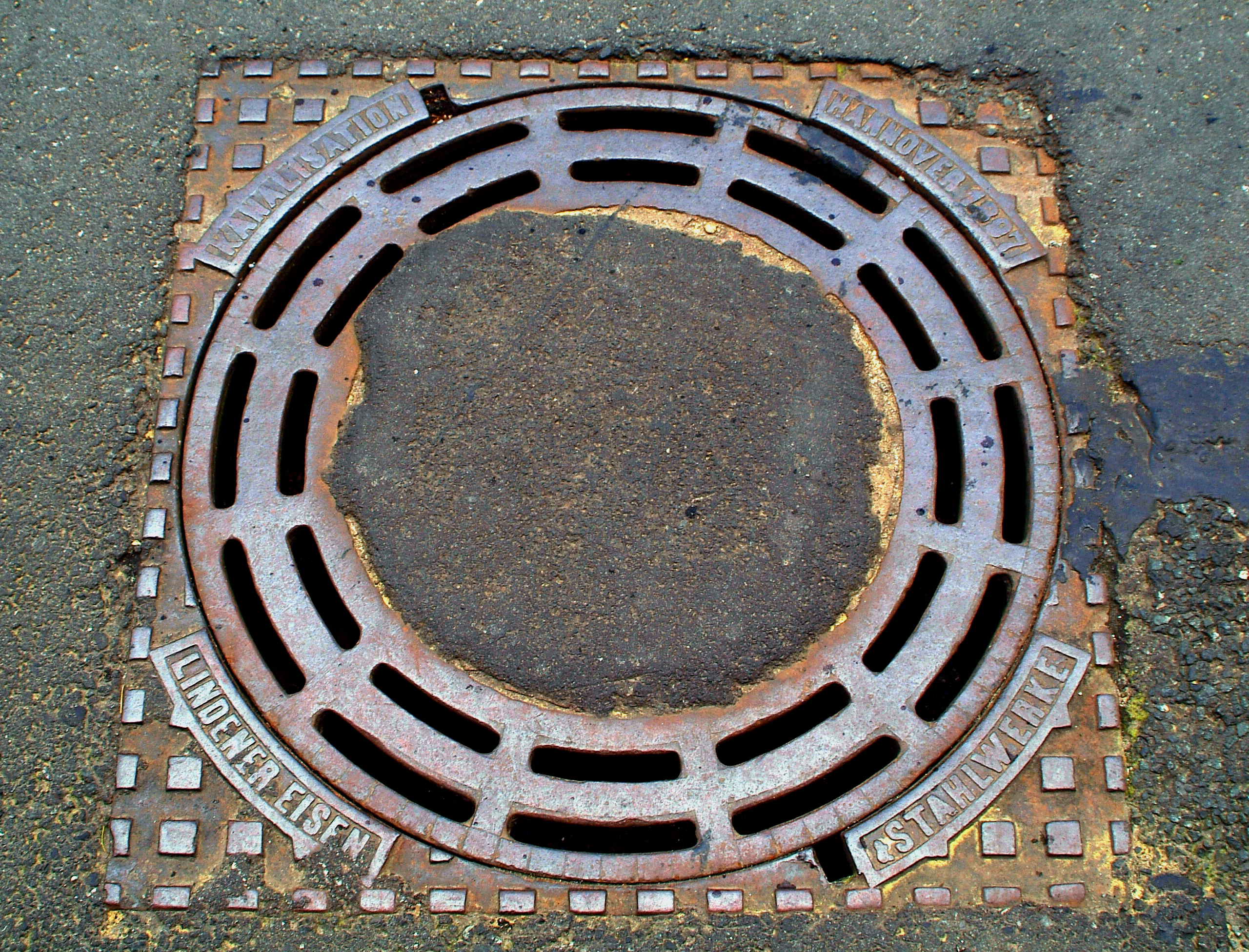
Gullydeckel der Lindener Eisen- und Stahlwerke von 1897 in der Appelstraße
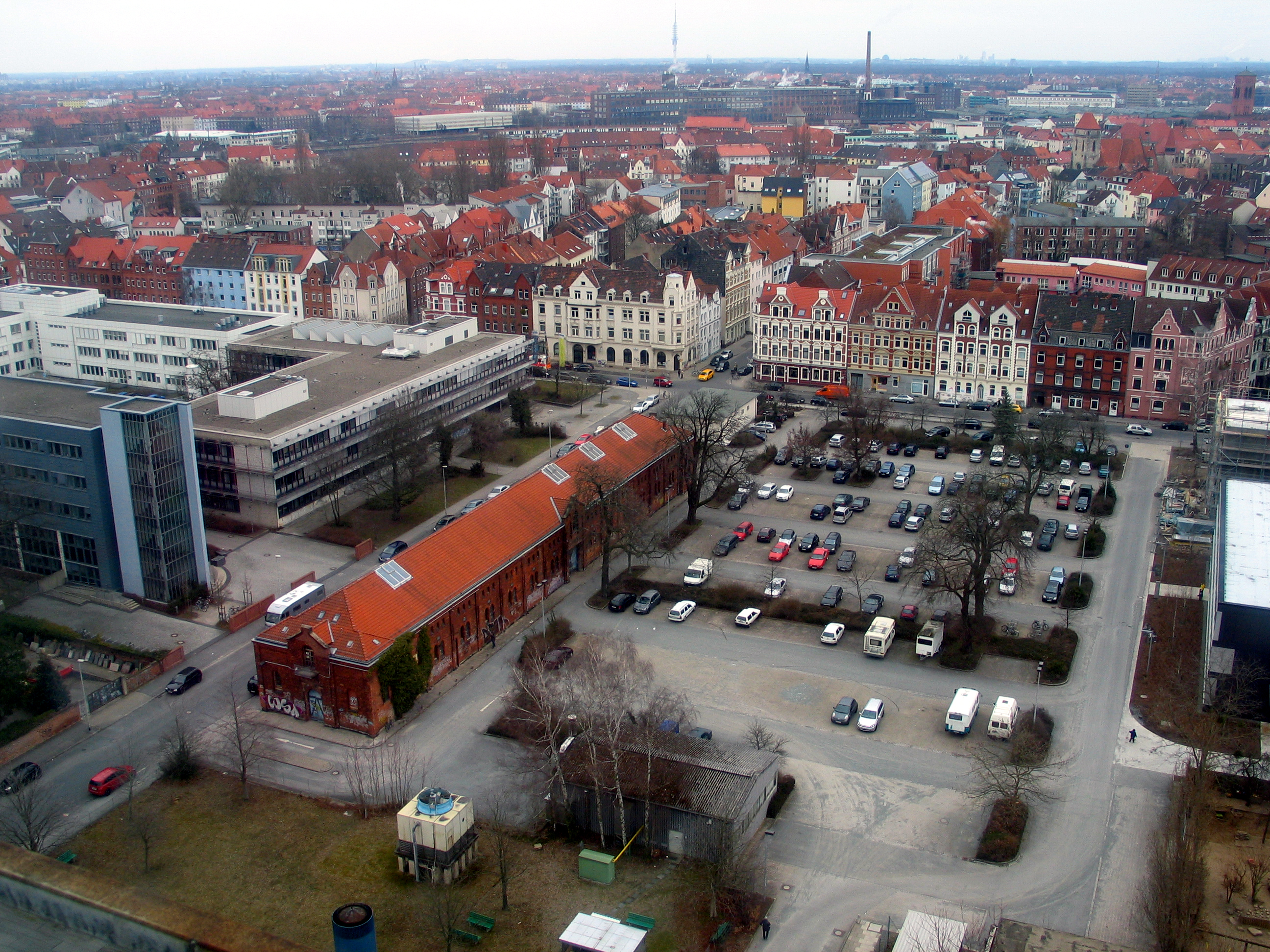
Der Pferdestall von 1888 neben dem Parkplatz
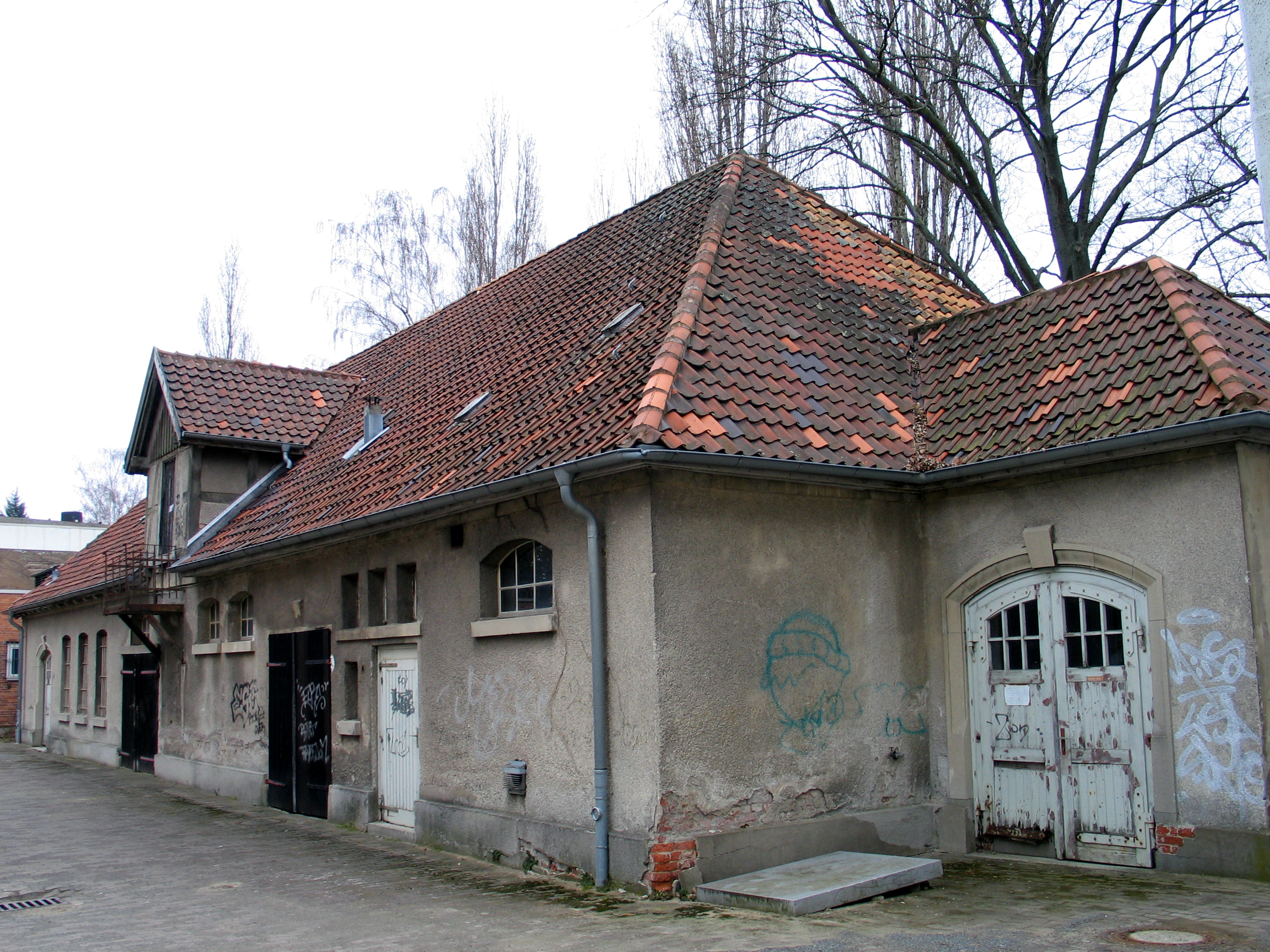
Der Pferdekrankenstall von 1936, Gebäude 3414

Dennoch blieb die Bebauung rund um das Ulanen-Regiment anfangs noch spärlich: Nach dem Bau erster Gewächshäuser erwarb das Nikolai-Stift zur Friedhofs-Erweiterung 1886 eine Spargel-Plantage von knapp 1 Morgen, den das Stift zunächst noch gewinnbringend zum Anbau des Edelgemüses weiternutzte. Und so wurde – im Zuge weiterer (Wohn-)Bebauung – die spätere Appelstraße auch erst zum Ende des 19. Jahrhunderts durch eine Kanalisation untertunnelt, von der etwa der Gullydeckel der Lindener Eisen- und Stahlwerke mit der Jahreszahl „1897“ zeugt. Spätere, ebenfalls erhaltene Militärgebäude am Standort des ehemaligen Ulanenregiments zwischen der Appelstraße und der Callinstraße werden heute durch die Gottfried Wilhelm Leibniz Universität Hannover genutzt.

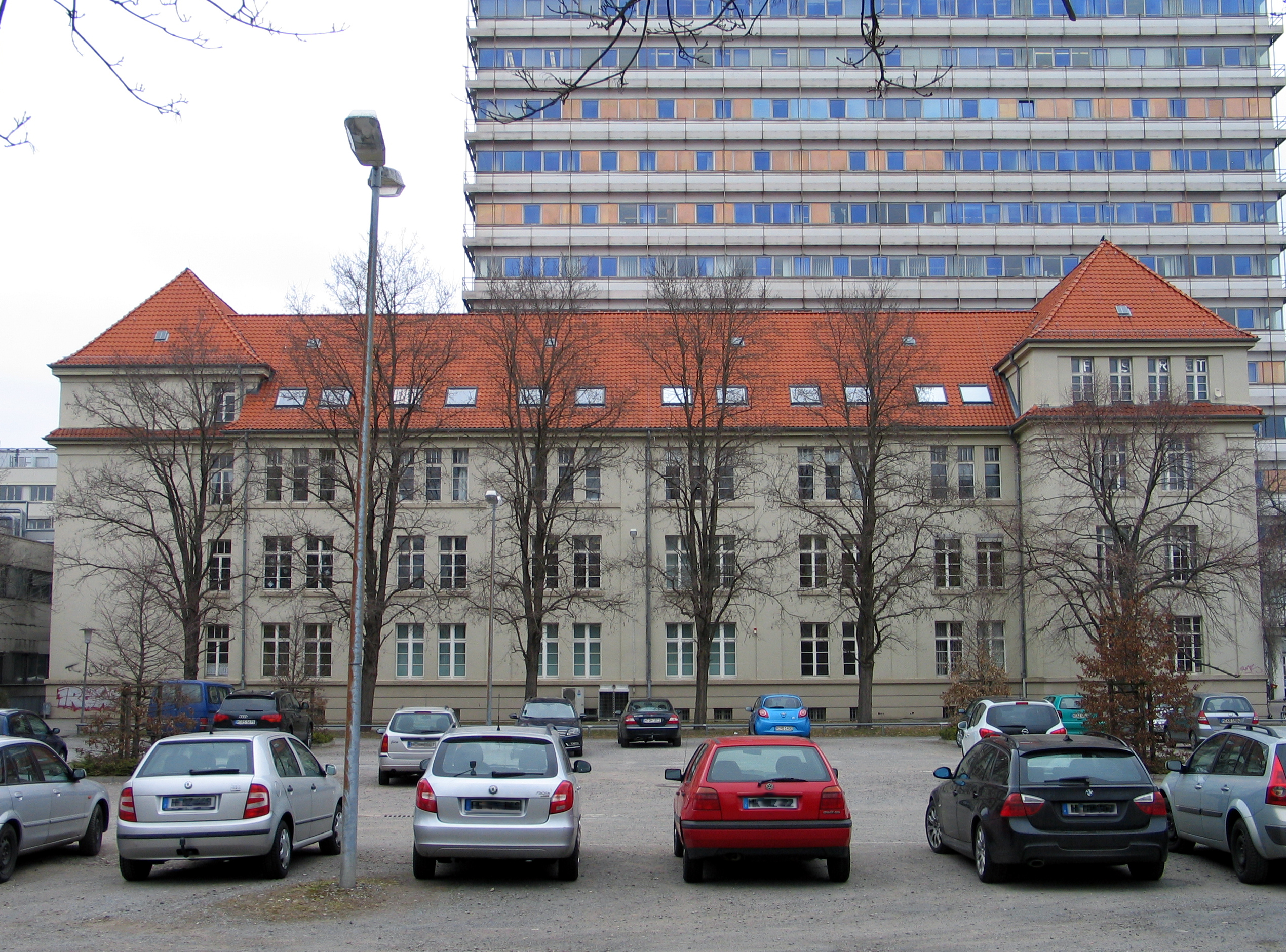
Ehemalige Kaserne von 1936, heute Gebäude 3407

Aus der Zeit des Nationalsozialismus haben sich mit dem Baujahr 1936 weitere vier Ergänzungsbauten unter der Adresse Callinstraße 30, 30a und b sowie 34 erhalten: Das ehemalige Offizierskasino (heute: Gebäude 3416, Geologie), das ehemalige Wirtschaftsgebäude (3415), der ehemalige Pferdekrankenstall (3414) sowie die ehemalige Kaserne (3407).